# Železniční trať Razdelna–Kardam
Železniční trať Razdelna–Kardam je železniční trať normálního rozchodu 1435 mm, která se nachází v severovýchodním Bulharsku. V síti bulharských železnic má číslo 29. Za hraničním přechodem na ni navazuje rumunská trať Medgidia – Negru Vodă, která má v tamější síti číslo 803. 

## Trať

### Vedení

#### Úsek Razdelna–Devňa
Oproti tradičnímu názvu trati začíná úsek ve stanici Poveljanovo, protože část původní trati – úsek ze stanice Razdelna ke spojce ze stanice Poveljanovo, je uzavřena. Odtud trať mírně stoupá do Devni. Tento úsek v délce 7,8 km je elektrizován.

#### Úsek Devňa–Kardam
Za stanicí Devňa se trať stáčí k východu a poté zpět k severu a stoupá. Město Suvorovo míjí po jeho západní straně a po severu ho ve stoupání esovitě objíždí. Dále směřuje k městu Vălči Dol, do něhož klesá z nadmořské výšky cca 280 m n. m., a v klesání pokračuje severovýchodním směrem až do údolí potoka Arabdžidere, odkud opět oblouky stoupá do zastávky Oborište. Zde přechází hranicí mezi Varenskou a Dobričskou oblastí a dosahuje své nejvyšší výšky 317 m. Dále vede stále severovýchodním směrem dolů do údolí řeky Sucha. Odtud znovu stoupá k plošině před Dobričí, kterou míjí obloukem podél jejího severozápadního okraje a po překročení vodoteče vesměs klesá na severovýchod, prochází městem General Toševo do stanice Kardam a pak vede až k rumunským hranicím u Negru Vodă.

### Parametry
Železniční trať má celkovou délkou 105,919 km a byla vybudována s minimálním poloměrem oblouku 290 m a maximálním stoupáním 20 ‰. Kromě úseku Poveljanovo–Devňa, který je elektrizován střídavým napětím 25 kV, 50 Hz, jde o neelektrizovanou trať.
Následující tabulka udává maximální povolené rychlosti na uvedených úsecích ve stavu k 29.05.2022.
| ze stanice   | do stanice          | rychlost [km/h] |
| ------------ | ------------------- | --------------- |
| Poveljanovo  | Devňa               | 60              |
| Devňa        | Suvorovo            | 80              |
| Suvorovo     | Dončevo             | 60              |
| Dončevo      | Dobrič-sever        | 80              |
| Dobrič-sever | hranice s Rumunskem | 40              |

### Stanice
| název stanice | manipulační a obslužné koleje | manipulační a obslužné koleje | manipulační a obslužné koleje |
| název stanice | počet kolejí                  | maximální užitečná délka [m]  | minimální užitečná délka [m]  |
| ------------- | ----------------------------- | ----------------------------- | ----------------------------- |
| Poveljanovo   | 11                            | 826                           | 597                           |
| Devňa         | 6                             | 714                           | 508                           |
| Suvorovo      | 3                             | 615                           | 590                           |
| Vălči Dol     | 3                             | 585                           | 526                           |
| Dobrič        | 4                             | 625                           | 450                           |
| Dobrič-sever  | 3                             | 694                           | 594                           |
| Kardam        | 4                             | 586                           | 461                           |

### Technická infrastruktura

#### Mosty
| úsek                           | staničení [km] | délka [m] | materiál     | překážka                          |
| ------------------------------ | -------------- | --------- | ------------ | --------------------------------- |
| Poveljanovo – odbočka Razdelna | 0,421          | 60,00     | železobeton  | vodoteč                           |
| odbočka Razdelna – Devňa       | 2,530          | 20,20     | železobeton  | kanál průmyslových odpadních vod  |
| odbočka Razdelna – Devňa       | 6,681          | 33,10     | ocel         | vodoteč                           |
| Vălči Dol – Dobrič             | 38,962         | 40,40     | ocel a kámen | vodoteč Arabdžidere               |
| Vălči Dol – Dobrič             | 51,750         | 61,50     | ocel a kámen | vodoteč Sucha reka                |
| Vălči Dol – Dobrič             | 63,850         | 63,10     | železobeton  | městský obchvat                   |
| Vălči Dol – Dobrič             | 66,600         | 32,60     | železobeton  | bulvár Treti mart                 |
| Dobrič – Dobrič-sever          | 72,362         | 36,20     | železobeton  | vodoteč Dobrička reka             |
| Dobrič – Dobrič-sever          | 75,274         | 35,20     | železobeton  | ulice Vojvoda Dimităr Kalăčlijata |
| General Toševo – Kardam        | 99,991         | 8,90      | železobeton  | místní komunikace                 |
| General Toševo – Kardam        | 103,698        | 60,20     | ocel a kámen | místní komunikace                 |

## Provoz
Na počátku roku 2025 jezdí v úseku mezi Varnou a Dobričí pět párů osobních vlaků denně a na úseku do Kardamu dva páry denně.
Nákladní doprava se uskutečňuje převážně do ropného terminálu Dobrič-sever.[zdroj?] Přeshraniční doprava do Rumunska je provozována vzácně.
V osobní dopravě se používají motorové jednotky řady 10 a klasické soupravy vedená lokomotivami řady 07. 

## Historie
Podle zákona o rozšíření sítě bulharských státních drah z 26. února 1897 měla bulharská vláda za úkol zajistit výstavbu odbočky ze stávající železniční trati Ruse–Varna do Dobriče.
Výstavba trati byla rozdělena do dvou etap – do Devni a do Dobriče. Pro usnadnění vývozu mouky z mnoha mlýnů v Devni bylo rozhodnuto nejprve vybudovat železniční odbočku Jovkovo–Devňa. Spodní stavbu, dodávku štěrkového kamene a položení pražců provedla firma „A. Kazandžiev – N. Diškov“ a montáž kolejí včetně jejich dodávky provedly státní železnice. Úsek byl uveden do provozu 27. září 1898.
Poté se potřeba prodloužit trať do města Dobrič ještě více vyostřila. Zástupci místního obyvatelstva zaslali žádost ministru zemědělství, ve které uvedli velmi pádné argumenty pro prodloužení trati. Žádost zdůrazňovala význam zemědělství pro Dobrudžu, stejně jako existenci jediného výstupního bodu – přístavu Balčik, který se nachází více než 100 km od produkčních oblastí.
V roce 1905 národní shromáždění schválilo mimořádnou půjčku ve výši 22 692 955 leva pro ministerstvo veřejných budov, silnic a komunikací na vyprojektování několika železničních tratí, včetně trati Devňa–Dobrič. Brzy poté začalo stavební ředitelství s průzkumem budoucí trasy a po rozsáhlých průzkumech bylo rozhodnuto, že povede přes vesnice Kozludža - Gevrekler - Sară Gjol - Ballădža do Dobriče (67,5 km). Tato varianta byla upřednostněna před ostatními, které vedly poněkud západněji. Po aukci konané 4. září 1906 byla stavba zadána firmě „Georgo Popov a spol.“ za 4 975 000 leva se lhůtou dokončení 33 měsíců od 12. září 1906. Po dlouhé korespondenci mezi podnikatelem a ministerstvem veřejných budov, silnic a komunikací a 11 měsících zemních prací na původně stanovené trase byla trať postavena po trase určené podnikatelem, která vede západní stopou přes Vălči Dol. Na trati byly položeny nové kolejnice typu RPŠ-31,2 (Roman-Pleven-Šumen) o hmotnosti 31,2 kg/m a délce 12 m. Úsek v délce 59,4 km byl zprovozněn 1. prosince 1910.
V roce 1913, po druhé balkánské válce, Rumunsko získalo Jižní Dobrudžu a propojilo trať z Dobriče do Cernavody. Tím se trať napojila na železniční síť Rumunska. Na základě Craiovské smlouvy, které byla podepsána v září 1940, byla Jižní Dobrudža vrácena Bulharsku. Po tomto datu byl do sítě bulharských železnic začleněn i úsek o délce 59,6 km mezi stanicí Oborište a hraničním přechodem Kardam, kde se napojuje na rumunské železnice. Během druhé světové války se po této trati přepravovala většinu exportu ze severovýchodního Bulharska, především do Německa, a rovněž tranzitní náklad a ropa ze zemí jižně od Bulharska.
V 50. letech 20. století začala v okolí Devni intenzivní výstavba různých továren, což vyžadovalo rozšíření železniční stanice, které se provádělo v několika etapách. Po přeložení trati č. 2 v úseku Strašimirovo– Razdelna na severní břeh Beloslavského jezera, zanikla možnost přímého spojení s Varnou. Z tohoto důvodu byla v roce 1974 uvedena do provozu spojka ke stanici Poveljanovo, což umožnilo průjezd přímých vlaků z Varny ve směru na Devňu a v opačném směru bez nutnosti vjíždět do stanice Razdelna. Spojka byla elektrizována a její délka je 5,765 km.
V 90. letech 20. století bylo v důsledku poklesu přepravních výkonů na trati uzavřeno několik stanic včetně spojení do stanice Razdelna a příslušné výhybky byly demontovány. Neuskutečnily se plány na elektrizaci trati k lomu Ljuljaka a mezi Devňou a Černěvem jsou stále zbytky rozebraného trolejového vedení, stejně tak jako u rozebrané spojky do stanice Razdelna. Pravidelná osobní doprava v úseku Dobrič–Kardam byla od 1. října do poloviny prosince 2024 zastavena.